# Attentat in Chapel Hill
Das Attentat in Chapel Hill (engl.: Chapel Hill shooting) war ein Gewaltverbrechen, das sich am späten Nachmittag des 10. Februar 2015 auf dem Campus der University of North Carolina at Chapel Hill in Chapel Hill, North Carolina ereignete.

## Sachverhalt und mögliches Tatmotiv
Der 23-jährige Zahnmedizinstudent Deah Shaddy Barakat, dessen 21-jährige Ehefrau Yusor Mohammad Abu-Salha und deren 19-jährige Schwester Razan Mohammad Abu-Salha wurden in der Wohnanlage Finley Forest durch Kopfschüsse getötet. Alle drei Opfer waren praktizierende Muslime; die Frauen trugen Kopftücher.
Als Täter stellte sich in der Nacht der 46-jährige Craig Stephen Hicks der Polizei im benachbarten Pittsboro. Das Tatmotiv sei nach Polizeiangaben unklar; im Verhör soll Hicks angegeben haben, mit den Opfern um Parkplätze gestritten zu haben.
Da Hicks zuvor wiederholt Äußerungen, in denen er sich als militanter Atheist zu erkennen gab, auf seiner Facebookseite getätigt hatte, spekulieren einige Medien über einen religionsfeindlichen Hintergrund. Auf Twitter verbreitete sich u. a. der Hashtag #MuslimLivesMatter.

## Kontroverse um mediale Präsenz
International auf Kritik stieß die mediale Berichterstattung über die Tat; sowohl in ihrem vergleichsweise geringen Ausmaß als auch in ihrer Darstellungsweise. Nachdem zunächst nur lokale Medien berichtet hatten, nahmen erst durch die steigende Thematisierung in sozialen Medien auch Massenmedien das Attentat in ihre Berichterstattung auf. Zudem kritisierten Kommentatoren, dass die Akzentuierungen in der Berichterstattung je nachdem unterschiedlich ausfielen, ob Muslime Opfer oder Täter seien, und setzten die mediale Aufarbeitung der Tat unter anderem jener des Attentats auf Charlie Hebdo fünf Wochen zuvor entgegen.